# Szary Dwór
Szary Dwór (kaszb. Szari Dwór, niem. Neuhof) – osada kaszubska w Polsce położona w województwie pomorskim, w powiecie puckim, w gminie Krokowa. W najbliższej okolicy znajduje się rezerwat przyrody Zielone. 
W latach 1975–1998 miejscowość administracyjnie należała do województwa gdańskiego.

## Historia
We wsi znajdował się dwór, obecnie jedyną pozostałością po nim są czworaki.